# Plinthograptis
Plinthograptis is een geslacht van vlinders van de familie bladrollers (Tortricidae).

## Soorten
- P. clostos Razowski, 1990
- P. clyster Razowski, 1990
- P. pleroma Razowski, 1981
- P. rhytisma Razowski, 1981
- P. seladonia (Razowski, 1981)
- P. sipalia Razowski, 1981